# Richard Kruse
Richard Adam Kruse (Londres, 30 de julio de 1983) es un deportista británico que compite en esgrima, especialista en la modalidad de florete.
Ganó una medalla de plata en el Campeonato Mundial de Esgrima de 2018 y siete medallas en el Campeonato Europeo de Esgrima entre los años 2006 y 2016. En los Juegos Europeos de Bakú 2015 obtuvo una medalla de oro en la prueba por equipos.
Participó en cuatro Juegos Olímpicos de Verano, entre los años 2004 y 2016, ocupando el octavo lugar en Atenas 2004 (prueba individual), el sexto en Londres 2012 (por equipos) y el cuarto y sexto en Río de Janeiro 2016 (individual y por equipos, respectivamente).

## Palmarés internacional
| Campeonato Mundial | Campeonato Mundial | Campeonato Mundial | Campeonato Mundial  |
| Año                | Lugar              | Medalla            | Prueba              |
| ------------------ | ------------------ | ------------------ | ------------------- |
| 2018               | Wuxi (China)       | Medalla de plata   | Florete individual  |
| Juegos Europeos    |                    |                    |                     |
| Año                | Lugar              | Medalla            | Prueba              |
| 2015               | Bakú (Azerbaiyán)  | Medalla de oro     | Florete por equipos |
| Campeonato Europeo |                    |                    |                     |
| Año                | Lugar              | Medalla            | Prueba              |
| 2006               | Esmirna (Turquía)  | Medalla de plata   | Florete individual  |
| 2009               | Plovdiv (Bulgaria) | Medalla de plata   | Florete individual  |
| 2010               | Leipzig (Alemania) | Medalla de bronce  | Florete individual  |
| 2010               | Leipzig (Alemania) | Medalla de bronce  | Florete por equipos |
| 2012               | Legnano (Italia)   | Medalla de bronce  | Florete individual  |
| 2013               | Zagreb (Croacia)   | Medalla de bronce  | Florete por equipos |
| 2016               | Toruń (Polonia)    | Medalla de bronce  | Florete por equipos |